# Ступа (архітектура)

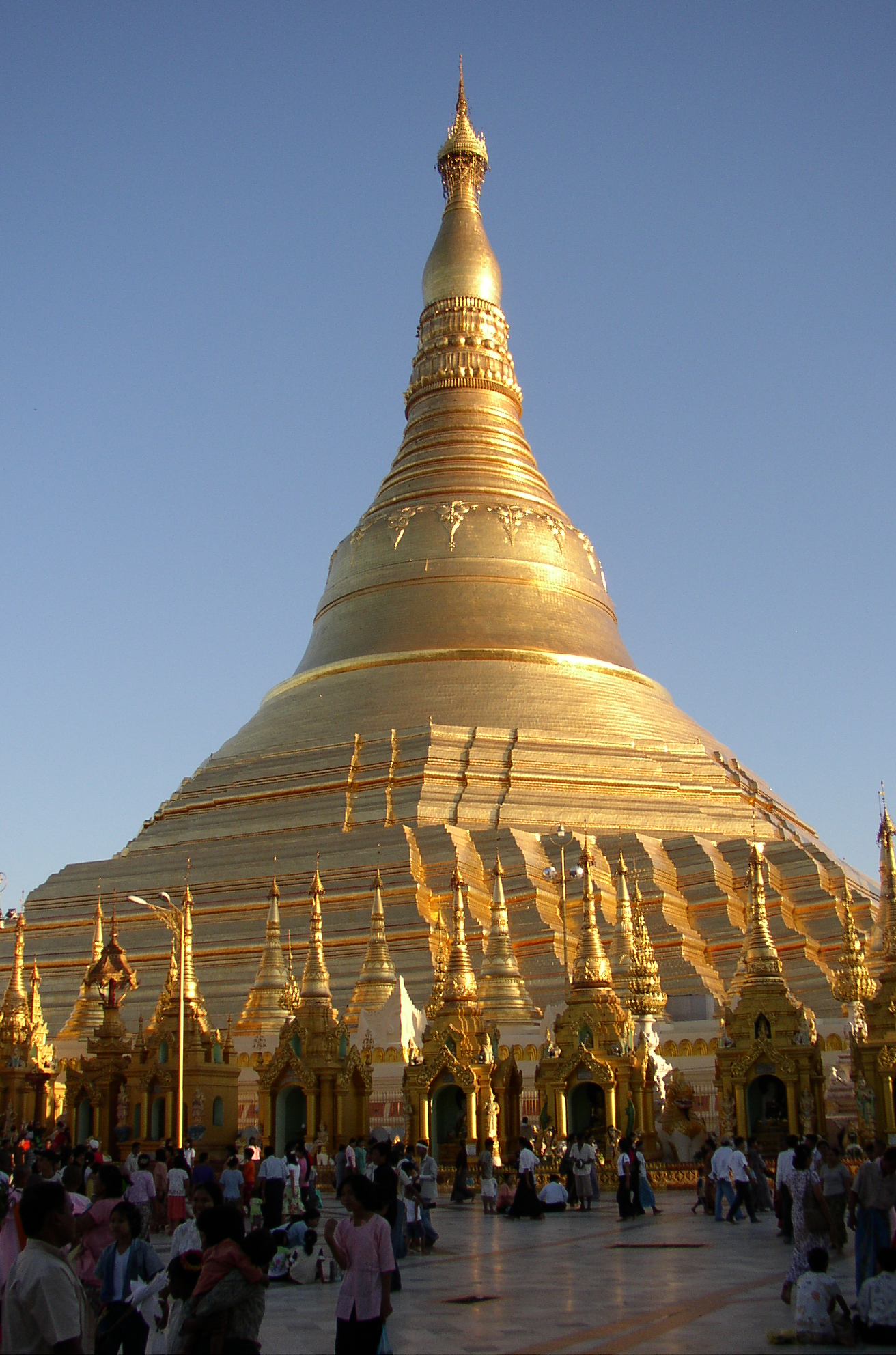
Ступа пагоди Шведаґон, Янгон, М'янма

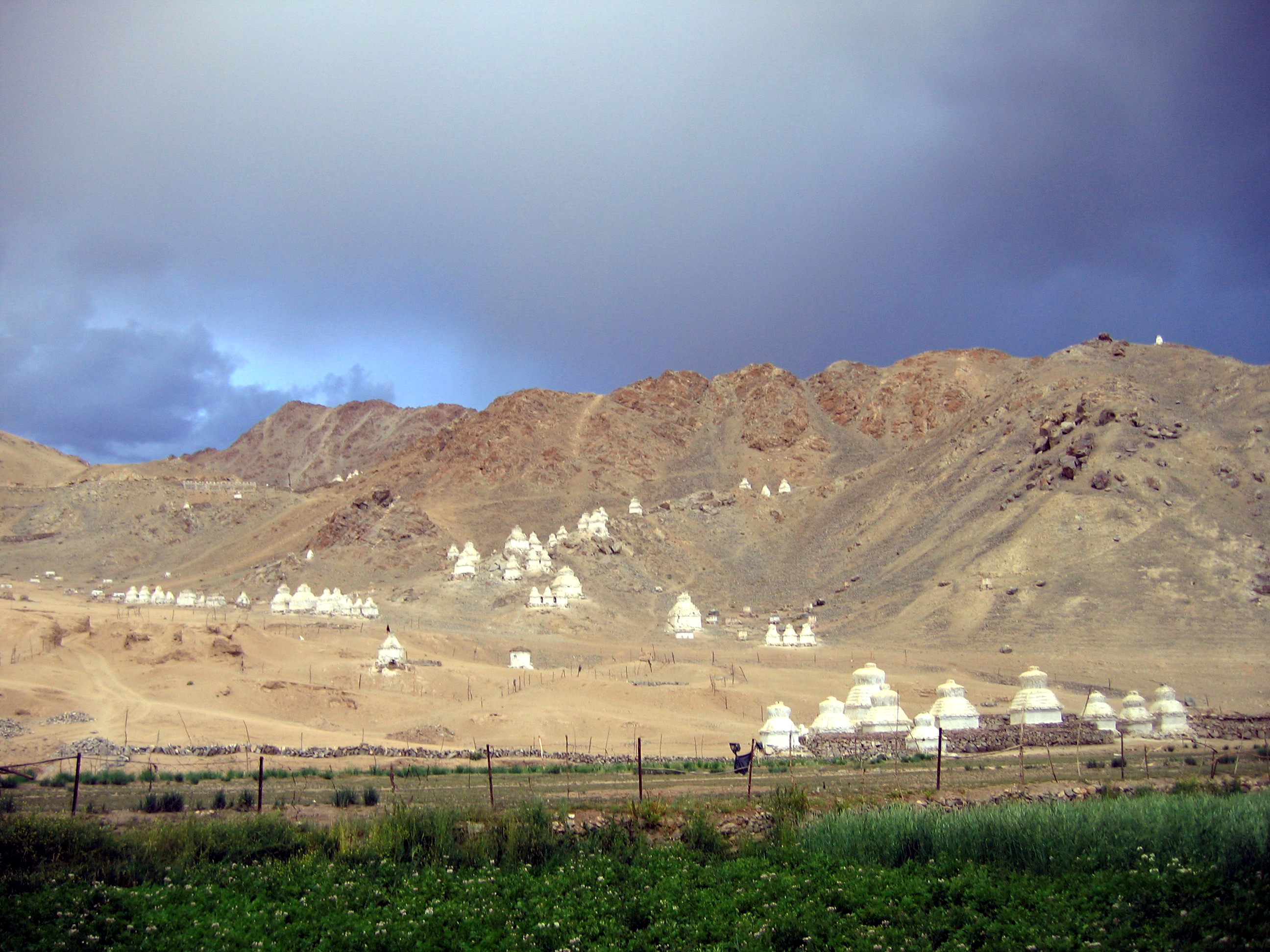
Традиційний пейзаж зі ступами, Тибет

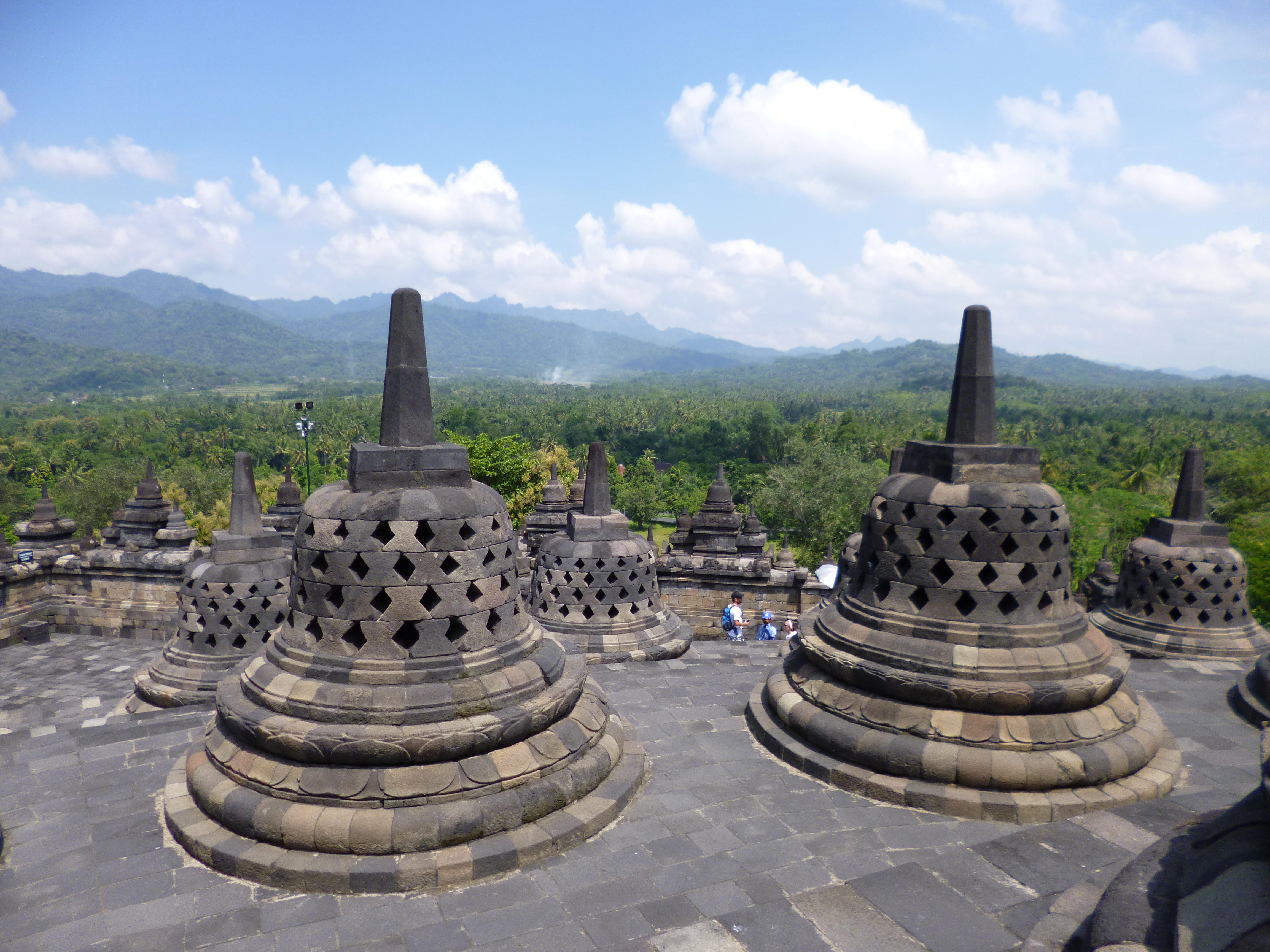
Боробудур, Індонезія

Сту́па (санскр. स्तूप, stūpa, «верхівка, купа землі, каміння»; первісне значення — споруда на могилі царя або вождя) — в буддистській архітектурі монументальна культова споруда для зберігання реліквій.

## Опис
Ступа складається зі ступінчастої основи, масивного основного об'єму і частини у вигляді багатоярусної парасолі, яка увінчує споруду.
Саме таку форму мала Велика Ступа Санчі (ІІІ ст. до н. е.), що, як вважається, стала прообразом всіх наступних ступ.
В Індії та Шрі-Ланці ступи мають класичну напівсферичну форму; у тій же Шрі-Ланці та Таїланді — ступи квадратні; у В'єтнамі та Китаї — баштоподібні, у М'янмі, Таїланді, Камбоджі та Індонезії — у формі дзвона, у Монголії та Китаї — пляшкоподібні; на півдні Сибіру (Тува, Бурятія), Тибеті і Монголії — прості споруди у формі невеликих ступок.
Звичайна техніка спорудження ступи — облицювання камінням, обтинькованою цеглою з заповнюванням ґрунтом, щебенем тощо; в декорі ступи часто застосовується розфарбовування і позолота.

## Історія та локальні назви ступ
Вважається, що ступа виникла з простого надгробку у формі пагорбу. Поступово ступа ставала монументальним пам'ятником — окремо стоячою спорудою з каміння і цегли. Спочатку це були прості будівлі без прикрас у формі, що символізувала перевернуту миску Будди, що служила для збирання піднесень. Вони мали вид напівсферичного тареля або приплюснутого куполу, що стояли на циліндричній основі. Зазвичай ступа була оточена огорожею з чотирма монументальними брамами.
Поступово ступи отримують все багатше архітектурне і скульптурне оформлення. Прикладами можуть служити класична найдавніша ступа в Санчі, Бхархуті, в Боробудурі (на Яві) тощо.
Назва ступа притаманна лише для Індії та Непалу; в Шрі-Ланці вживається назва дагоба, в М'янмі — зеді і пато, в Таїланді — чеді і пранн, в Лаосі — тхат, в Тибеті та Бутані — чортен; в Монголії — суварга; в буддистських автономіях Росії (Бурятія, Калмикія, Тува, Алтай) — субурган, в Китаї та В'єтнамі — бао та, пагода тощо.

## Виноски
1. ↑  Станькова Я., Пехар И. Тысячелетнее развитие архитектуры., М.: Стройиздат, 1987, стор. 22 (рос.)